# Baterija (vojaštvo)
Bateríja je stalna artilerijska vojaška enota v moči čete.
Baterija je sestavljena iz 6 do 8 artilerijskih orožij in ji poveljuje nadporočnik oz. stotnik. 
| Manjša: artilerijsko orožje | vojaška enota/formacije | Večja: Divizion |